# Daseuplexia
Daseuplexia is een geslacht van vlinders van de familie uilen (Noctuidae), uit de onderfamilie Cuculliinae.

## Soorten
- D. lagenifera Moore, 1882
- D. lageniformis Hampson, 1894
- D. lichenifera Druce, 1908